# Mikael Åkerfeldt
Lars Mikael Åkerfeldt (Stockholm, Švedska, 17. travnja 1974.) švedski je glazbenik. Glavni je pjevač, gitarist i glavni tekstopisac progresivnog metal-sastava Opeth, te bivši pjevač death metal-skupine Bloodbath. Bio je i gitarist "jednokratnog" sastava Steel, a dio je i suradnje Storm Corrosion sa Stevenom Wilsonom.
Åkerfeldt poznat je po svom stilu pisanja pjesama pod utjecajem progresivnog rocka i čestom korištenju čistog baritona i death growl vokala. Åkerfeldt je rangiran na 42. mjestu od 100 najvećih heavy metal gitarista svih vremena prema Guitar Worldu, i na 11. mjestu među "25 najboljih modernih metal gitarista" na MetalSucksu.

## Karijera
Rođen u Stockholmu, Mikael Åkerfeldt bio je pjevač death metal-sastava Eruption, koji je osnovao 1987. s 13 godina. Nakon što se Eruption raspao 1989., pridružio se Opethu, navodno kao klavijaturist. Kada je njihov izvorni basist napustio Opeth dvije godine kasnije, Åkerfeldt ga je zamijenio na mjestu basista; Isberg je tada preuzeo gitarističke dužnosti. Kada je Isberg tri godine kasnije napustio Opeth, Åkerfeldt ga je zamijenio kao pjevač.
Åkerfeldt je izvodio vokale death growl na albumu sastava Katatonia Brave Murder Day i njihovom EP-u Sounds of Decay.
Åkerfeldt je u rujnu 2009. objavio je da razmišlja o snimanju akustičnog solo albuma kantautora. Međutim, 2014. je izrazio mišljenje da nema potrebe za posebnim solo projektom i da semože u potpunosti usredočiti na Opeth.
U intervjuu za magazin STIM, otkrio je da je jedan od vrhunaca njegove karijere bio nastup Opetha u Royal Albert Hallu.
Godine 2020., Åkerfeldtu je pristupio redatelj Jonas Åkerlund s namjerom da Åkerfeldt komponira soundtrack za švedsku šestodijelnu Netflixovu seriju Clark, objavljenu u svibnju 2022. To je bio Åkerlundov filmski uradak.

### Uzori
Åkerfeldt je kolekcionar opskurnih rock i heavy metal-albuma iz 1970-ih. Također ima tendenciju pokazati svoj utjecaj ovih opskurnih sastava, pozivajući se na njih u naslovima albuma Opeth kao što su Blackwater Park, Still Life i My Arms, Your Hearse, kao i pjesme kao što su "Master's Apprentices" i "Goblin". Također je pod velikim utjecajem jazza, glazbenika Ritchieja Blackmorea, Magme i njezina osnivača Christiana Vandera, i Hidekija Ishime.
Na pitanje koji je to album koji ga je "učinio metalcem", Åkerfeldt je odgovorio da je to vjerojatno The Number of the Beast Iron Maidena, no naveo je i Lick It Up sastava Kiss. U drugom intervjuu izjavio je da obično navodi Black Sabbathov Sabbath Bloody Sabbath kao najbolji (i omiljeni) heavy metal-album svih vremena. Također je smatrao Sad Wings of Destiny Judas Priesta svojim najdražim metal albumom.

## Privatni život
Dana 15. kolovoza 2003. Mikael Åkerfeldt oženio se za svoju dugogodišnju djevojku Annu. Godine 2004. Anna je rodila njihovu prvu kćer Melindu. Para je 2007. godine dobio drugu kćer Mirjam. Godine 2016., u intervjuu za The Quietus, Åkerfeldt je otkrio da je prošao kroz razvod.
Poznato je da je Åkerfeldt prijatelj sa Stevenom Wilsonom, frontmenom jednog od njegovih omiljenov sastava Porcupine Tree, koji je također producirao albume Opetha Blackwater Park, Deliverance i Damnaton; Mike Portnoy, bivši bubnjar Dream Theatera (koji se pojavljuje u njihovom spotu za "Wither"); i Jonas Renkse iz Katatonije.
Također se pretpostavlja da je on osnova za lik Tokija Wartootha iz popularnog crtića Metalocalypse, kao što je otkriveno u intervjuu za Ultimate Guitar. Åkerfeldt ne prakticira nikakvu religiju i sebe smatra ateistom.

## Diskografija
Opeth
- Orchid (1995.)
- Morningrise (1996.)
- My Arms, Your Hearse (1998.)
- Still Life (1999.)
- Blackwater Park (2001.)
- Deliverance (2002.)
- Damnation (2003.)
- Ghost Reveries (2005.)
- Watershed (2008.)
- Heritage (2011.)
- Pale Communion (2014.)
- Sorceress (2016.)
- In Cauda Venenum (2019.)

Bloodbath
- Breeding Death (2000.)
- Resurrection Through Carnage (2002.)
- Unblessing the Purity (2008.)
- The Wacken Carnage (2008.)
- The Fathomless Mastery (2008.)
- Bloodbath over Bloodstock (2011.)

Storm Corrosion
- Storm Corrosion (2012.)

Edge of Sanity
- Crimson (1996.)

Katatonia
- Brave Murder Day (1996.)
- Sounds od Decay (1997.)
- Discoureged Ones (1998.)